# Cheux
Cheux és un municipi francès situat al departament de Calvados i a la regió de Normandia. L'any 2007 tenia 1.260 habitants.

## Demografia

### Població
El 2007 la població de fet de Cheux era de 1.260 persones. Hi havia 448 famílies de les quals 72 eren unipersonals (16 homes vivint sols i 56 dones vivint soles), 140 parelles sense fills, 216 parelles amb fills i 20 famílies monoparentals amb fills.
La població ha evolucionat segons el següent gràfic:
Habitants censats

### Habitatges
El 2007 hi havia 465 habitatges, 448 eren l'habitatge principal de la família, 2 eren segones residències i 15 estaven desocupats. 459 eren cases i 5 eren apartaments. Dels 448 habitatges principals, 332 estaven ocupats pels seus propietaris, 110 estaven llogats i ocupats pels llogaters i 6 estaven cedits a títol gratuït; 9 tenien dues cambres, 60 en tenien tres, 98 en tenien quatre i 281 en tenien cinc o més. 384 habitatges disposaven pel capbaix d'una plaça de pàrquing. A 154 habitatges hi havia un automòbil i a 272 n'hi havia dos o més.

### Piràmide de població
La piràmide de població per edats i sexe el 2009 era:
| Homes | Edats   | Dones |
| ----- | ------- | ----- |
| 0     | 95 o +  | 0     |
| 4     | 90 a 94 | 0     |
| 0     | 85 a 89 | 4     |
| 4     | 80 a 84 | 4     |
| 8     | 75 a 79 | 16    |
| 8     | 70 a 74 | 20    |
| 16    | 65 a 69 | 16    |
| 20    | 60 a 64 | 20    |
| 20    | 55 a 59 | 28    |
| 40    | 50 a 54 | 24    |
| 32    | 45 a 49 | 40    |
| 40    | 40 a 44 | 40    |
| 32    | 35 a 39 | 44    |
| 76    | 30 a 34 | 60    |
| 36    | 25 a 29 | 52    |
| 28    | 20 a 24 | 16    |
| 20    | 15 a 19 | 48    |
| 36    | 10 a 14 | 40    |
| 68    | 5 a 9   | 48    |
| 48    | 0 a 4   | 60    |

## Economia
El 2007 la població en edat de treballar era de 808 persones, 611 eren actives i 197 eren inactives. De les 611 persones actives 595 estaven ocupades (296 homes i 299 dones) i 16 estaven aturades (6 homes i 10 dones). De les 197 persones inactives 74 estaven jubilades, 84 estaven estudiant i 39 estaven classificades com a «altres inactius».

### Ingressos
El 2009 a Cheux hi havia 447 unitats fiscals que integraven 1.268,5 persones, la mediana anual d'ingressos fiscals per persona era de 18.948 €.

### Activitats econòmiques
Dels 29 establiments que hi havia el 2007, 1 era d'una empresa extractiva, 1 d'una empresa alimentària, 3 d'empreses de fabricació d'altres productes industrials, 9 d'empreses de construcció, 5 d'empreses de comerç i reparació d'automòbils, 1 d'una empresa de transport, 1 d'una empresa d'hostatgeria i restauració, 1 d'una empresa financera, 1 d'una empresa immobiliària, 2 d'empreses de serveis, 2 d'entitats de l'administració pública i 2 d'empreses classificades com a «altres activitats de serveis».
Dels 14 establiments de servei als particulars que hi havia el 2009, 1 era una oficina de correu, 3 tallers de reparació d'automòbils i de material agrícola, 1 paleta, 2 fusteries, 3 lampisteries, 3 electricistes i 1 perruqueria.
L'únic establiment comercial que hi havia el 2009 era una fleca.
L'any 2000 a Cheux hi havia 13 explotacions agrícoles.

## Equipaments sanitaris i escolars
El 2009 hi havia 1 escola maternal i 1 escola elemental.

## Poblacions més properes
El següent diagrama mostra les poblacions més properes.